# 波赫丹尼夫卡 (巴甫洛赫拉德區)

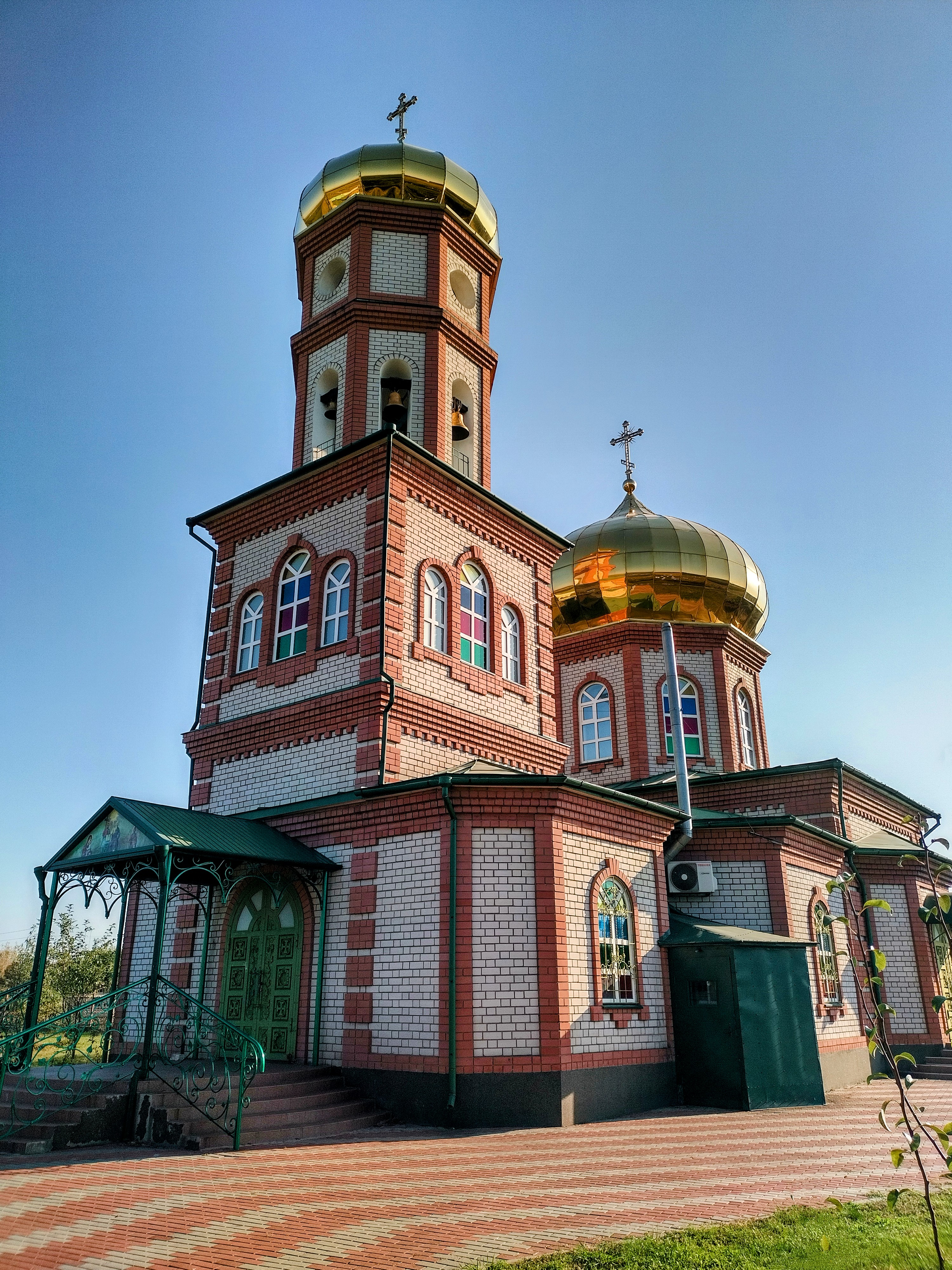
教堂

48°30′0″N 36°6′37″E / 48.50000°N 36.11028°E
波赫丹尼夫卡（烏克蘭語：Богданівка），是烏克蘭東部第聶伯羅彼得羅夫斯克州巴甫洛赫拉德区波赫丹尼夫卡市鎮内的村落及其行政中心。始建於1777年，距離新達恰4公里，面積9.08平方公里，海拔高度72米，2015年人口為5,016。
1930年4月，該村成為親烏克蘭反蘇聯起義的中心，但起義很快就被鎮壓。